# Mureybet
Mureybet (em árabe: مريبط, romantizado muraybaṭ, lit. "coberto") é um tel, ou antigo monte de assentamento, localizado na margem oeste do Eufrates na província de Raca, norte da Síria. O sítio foi escavado entre 1964 e 1974 e desde então desapareceu sob as águas crescentes do lago Assad. Mureybet foi ocupado entre 10.200 e 8000 a.C. e é o sítio-tipo [en] epônimo para a cultura Mureybetiana, uma subdivisão do Neolítico Pré-Cerâmica A (PPNA). Em seus estágios iniciais, Mureybet era uma pequena aldeia ocupada por caçadores-coletores. A caça era importante e as colheitas foram primeiro coletadas e depois cultivadas, mas permaneceram selvagens. Durante seus estágios finais, animais domesticados também estavam presentes no local.

## História da pesquisa
A primeira investigação arqueológica do sítio foi realizada em 1964. Naquele ano, o sítio foi notado durante um levantamento arqueológico [en] da região dirigido por Maurits N. van Loon, do Instituto Oriental da Universidade de Chicago, e uma pequena sondagem [en] foi feita. Em 1965, uma escavação mais extensa foi realizada, novamente sob a direção de Van Loon. Entre 1971 e 1974, os trabalhos no sítio foram retomados por uma equipe do Centro Nacional Francês de Pesquisa Científica (CNRS), dirigida por Jacques Cauvin [en]. Todas as escavações faziam parte do esforço internacional maior – e eventualmente coordenado pela UNESCO – para investigar o maior número possível de sítios arqueológicos na área que seria inundada pelo Lago Assad, o reservatório da barragem de Tabqa, que estava sendo construída na época. O enchimento do lago Assad acabou levando à inundação de Mureybet em 1976. Embora o sítio esteja agora submerso e não mais acessível, o material que foi recuperado durante as escavações continua a gerar novas pesquisas. Este material está atualmente armazenado no Museu Nacional de Alepo [en] e na Antenne d'Archéorient de Jalès em Berrias-Casteljau, na França.

## Mureybet e seu ambiente

Mureybet ficava no extremo norte da área da cultura natufiana (12.000 a 9.500 a.C.), não muito longe de Tell Abu Hureyra.

Mureybet está localizado na atual província de Raca, no norte da Síria. Situa-se em uma crista alongada que está 4 m acima do terraço fluvial do Eufrates, que corria diretamente a oeste do sítio antes de o vale ser inundado. Mureybet é um tel, ou antigo monte de assentamento, medindo 75 m de diâmetro e 6 m de altura.
O clima e o ambiente de Mureybet durante o tempo de sua ocupação eram muito diferentes da situação moderna. Quando Mureybet foi ocupado por volta de 10.200 a.C., o clima era ligeiramente mais frio e úmido do que hoje, um efeito do início do evento climático Dryas Recente. A precipitação anual aumentou ligeiramente de 230 mm durante o Natufiano para 280 mm durante as fases de ocupação Mureybetiana. A vegetação consistia em uma estepe florestal [en] aberta com espécies como terebintos, amendoeiras e cereais selvagens.

## História da ocupação
As escavações revelaram quatro fases de ocupação, I–IV, que vão do Natufiano até o Neolítico Pré-Cerâmica B (PPNB) Médio e datam de 10.200 a 8.000 a.C., com base em datações por radiocarbono com espectrometria de massa por acelerador (AMS).. A fase IA (10.200–9.700 a.C.) representa a ocupação Natufiana de Mureybet. É caracterizada por lareiras e fossos de cozinha, mas nenhuma estrutura de moradia foi identificada. Entre as culturas que foram colhidas, e possivelmente até cultivadas localmente, estavam a cevada e o centeio. Muito poucas lâminas de foice e moinhos [en] foram encontradas. Os habitantes de Mureybet caçavam gazelas e equídeos, e a pesca também era importante. Eles tinham cães, cuja evidência é indireta em Mureybet, mas cujos ossos foram identificados no sítio próximo e contemporâneo de Tell Abu Hureyra.
As fases IB, IIA e IIB (9.700–9.300 a.C.) compõem o Khiamiano [en], uma subfase mal compreendida e por vezes contestada que abrange a transição do Natufiano para o Neolítico Pré-Cerâmica A (PPNA). Mureybet é o único sítio onde depósitos Khiamianos estão associados a restos arquitetônicos. Os mais antigos desses restos datam da fase IB e consistem em uma estrutura redonda semi-subterrânea com um diâmetro de 6 m. Nas fases subsequentes, casas redondas ligeiramente menores construídas ao nível do solo também apareceram, pelo menos algumas das quais foram usadas simultaneamente. As paredes eram construídas com terra compactada, por vezes reforçada com pedras. Lareiras e fossos de cozinha estavam localizados fora das construções. As culturas colhidas incluíam cevada, centeio e Polygonum. Lâminas de foice e moinhos de pedra são mais comuns e mostram mais desgaste de uso, indicando que os cereais se tornaram um componente mais importante na dieta. A fauna em Mureybet mudou significativamente durante a fase IIB. A gazela compõe 70% do conjunto e os pequenos animais diminuem de importância, embora os peixes continuassem importantes. No final do Khiamiano, a caça de equídeos ganhou importância em detrimento da gazela.

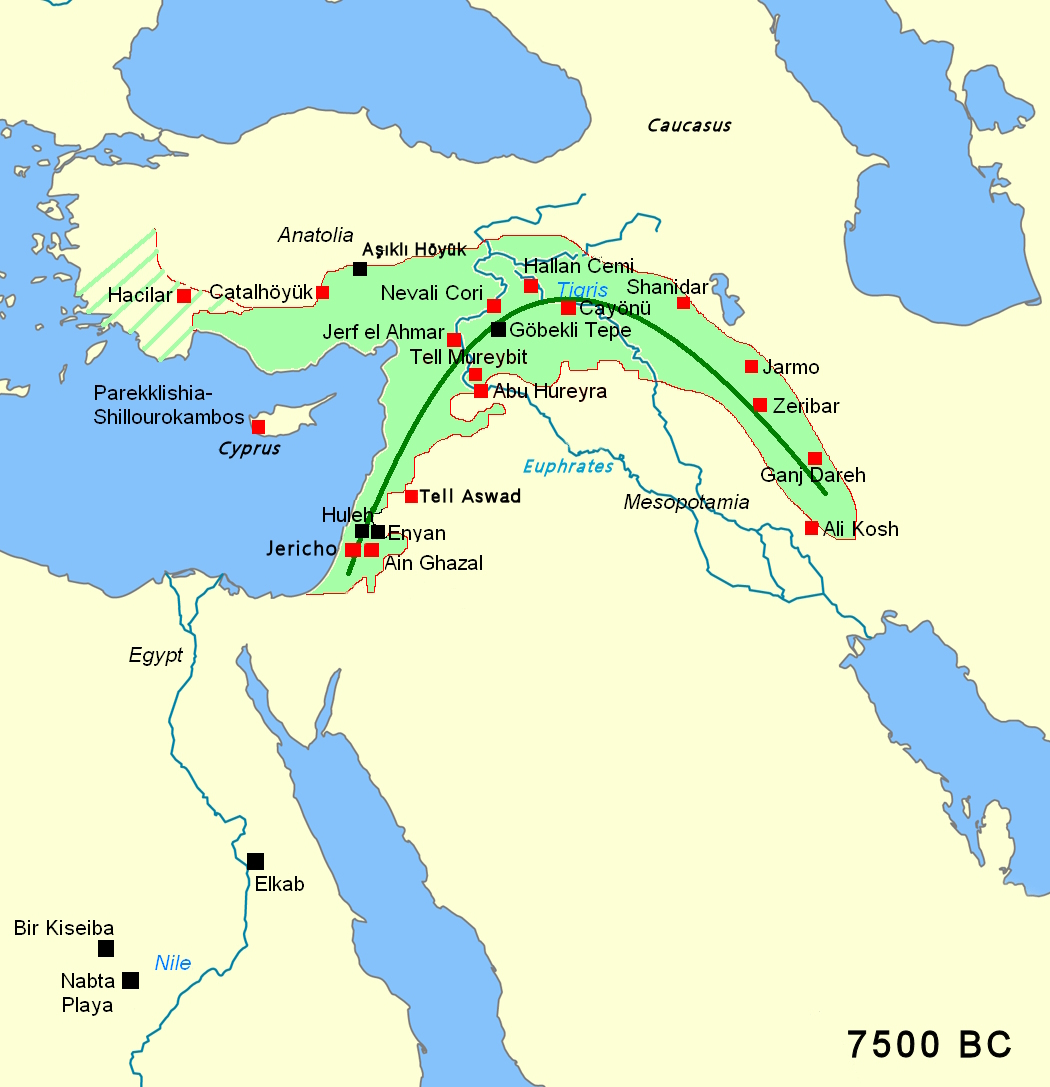
Área do Crescente Fértil, por volta de 7500 a.C., com os principais sítios do período Neolítico Pré-Cerâmico. Apenas o noroeste e o norte da Mesopotâmia estavam ocupados, e o centro e o sul da Mesopotâmia, com precipitação natural insuficiente, ainda não haviam sido colonizados por seres humanos.

As fases IIIA e IIIB (9.300–8.600 a.C.) representam o Mureybetiano, uma subfase do PPNA que recebeu o nome de Mureybet e é encontrada na área média do Eufrates. A arquitetura se diversificou, com edifícios retangulares e multicelulares aparecendo ao lado dos edifícios redondos que já eram conhecidos das fases anteriores. As paredes eram construídas com pedras em forma de charuto, criadas por percussão e cobertas com terra. Estruturas semi-subterrâneas também continuaram a ser usadas e são comparadas a estruturas semelhantes encontradas no sítio próximo e contemporâneo de Jerf el Ahmar [en], onde as estruturas são interpretadas como edifícios especiais com função comunitária. Muitas salas nas estruturas retangulares eram tão pequenas que só poderiam ter servido para armazenamento. Lareiras e fossos de cozinha revestidos com pedras continuaram a ser localizados nas áreas externas. As variedades selvagens de cevada, centeio e einkorn eram consumidas na fase III. Diferentes linhas de evidência sugerem que esses cereais eram cultivados em vez de coletados. A caça de equídeos e auroques era mais importante do que a de gazelas, enquanto os restos de peixes eram raros nos contextos da fase III. Com base na análise de desgaste por uso, também pôde ser estabelecido que peles de animais eram processadas no local usando ferramentas de osso [en] e pedra. A mais antiga forma conhecida de escrita para manutenção de registros [en] evoluiu a partir de um sistema de contagem usando pequenas fichas de argila. O uso mais antigo de pequenas fichas de argila para contagem foi encontrado na fase III. Coincidiu com um período de rápido crescimento explosivo do uso de cereais no Oriente Próximo.
As últimas fases de ocupação, IVA (8.600–8.200 a.C.) e IVB (8.200–8.000 a.C.), datam do PPNB inferior e médio, respectivamente. Nenhuma arquitetura foi encontrada na fase IVA. Nenhum cereal domesticado foi encontrado, mas isso pode ser um efeito da amostra arqueobotânica muito pequena que foi recuperada dessas fases. A caça se concentrava em equídeos, seguidos por auroques. Não foi possível determinar se algum animal domesticado era explorado em Mureybet. Paredes de barro de estruturas retangulares foram descobertas na fase IVB. Ovelhas e cabras domesticadas eram exploradas neste período, e gado domesticado também pode ter estado presente.

## Cultura material
A escavação de Mureybet produziu uma abundância de material lítico. Durante todos os períodos, o sílex foi a principal matéria-prima da qual as ferramentas eram feitas. Era obtido de fontes locais. A obsidiana era muito menos comum. As ferramentas natufianas incluem pontas, buris [en], raspadores, perfuradores e herminettes, um tipo de ferramenta usada principalmente para trabalhos em madeira. Pontas de flecha de sílex apareceram no período Khiamiano. Outras ferramentas de pedra incluíam buris, raspadores de extremidade e perfuradores. As ferramentas de pedra mureybetianas incluíam pontas de flecha de Mureybet, raspadores e buris, enquanto os perfuradores eram muito menos comuns. Durante a fase PPNB, as pontas de flecha de biblos substituíram os tipos mureybetianos, e outras melhorias tecnológicas também foram introduzidas.
Além dos líticos, outras categorias de artefatos também estavam presentes em Mureybet em menores quantidades. Os ornamentos pessoais no período Natufiano consistiam em conchas perfuradas e pequenos discos de pedra e concha. Apenas algumas ferramentas de osso foram encontradas. Durante o Khiamiano, o osso era usado para agulhas, furadores e bainhas de machado. Contas eram feitas de pedra, conchas de água doce e osso. Entre as três estatuetas desta fase, uma tinha características antropomórficas claras. O conjunto de ferramentas de osso mureybetiano assemelhava-se muito ao seu predecessor Khiamiano. A presença de cestos em Mureybet foi inferida a partir da análise de desgaste de uso em ferramentas de sílex e osso. Outras categorias de artefatos incluem vasos de calcário, mós de pedra, contas, pingentes, incluindo um de marfim, e oito estatuetas antropomórficas feitas de calcário e terra cozida. Sete dessas estatuetas puderam ser identificadas como mulheres.